# Ромарате Саламанка, Хасинто де
Хасинто де Ромарате Саламанка (исп. Jacinto de Romarate Salamanca; 12 февраля 1775, Гуэньес, Страна Басков, Испания — 27 августа 1836, Мадрид) — испанский военно-морской, государственный и политический деятель.

## Биография

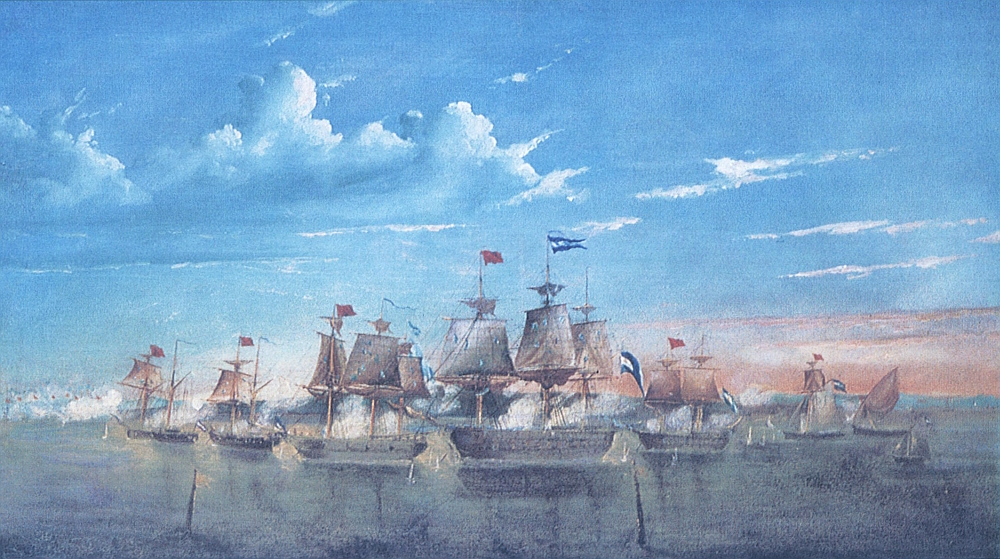
Битва у острова Мартин-Гарсия. 1814 г.

С мая 1792 г. служил гардемарином в испанском флоте. С 1793 г. участвовал в войне против флота революционной Франции. Служил в средиземноморской эскадре адмирала Хуана де Лангара, который при поддержке английских сил Самуэля Худа участвовал в оккупации сданного роялистами Тулона. В октябре 1793 года был произведен в лейтенанты.
Позже отправился в Пуэрто-Рико, а затем в Монтевидео. С 1806 по 1807 год, в рамках Наполеоновских войн и союза Испании с Францией (Война четвёртой коалиции), сражался с силами Великобритании, пытавшейся завладеть испанскими колониями в Южной Америке.
Командуя кораблём «La Vizcaína», участвовал в освобождении Буэнос-Айреса во время первого британского вторжения в вице-королевство Рио-де-Ла-Плата. Во время битвы был ранен. Участник сражений по обороне Буэнос-Айреса во время второго вторжения британцев.
Оставался верными королю Испании и сражался против сепаратистов. В 1808 г. Хасинто де Ромарате не был сторонником правительства мятежников в Монтевидео и перебрался в Буэнос-Айрес. Он также не поддержал Майскую революцию в вице-королевстве Рио-де-ла-Плата, свергнувшую власть Испании. Когда Первая хунта Аргентины сформировала правительство, Хасинто де Ромарате вернулся в Монтевидео. Он также отказался поддержать мятеж роялиста наместника Мартина де Альзаги, который был подавлен правительством Буэнос-Айреса.
Роялистские власти Монтевидео объявили войну Буэнос-Айресу, и де Ромарате участвовал в военно-морской блокаде города. 2 марта 1811 года аргентинская эскадра Соединённых провинций Южной Америки Мануэля Бельграно, руководившего, так называемой, «Парагвайской экспедицией», сразилась на р. Паране, близ Сан-Николаса, с испанскими роялистами из Монтевидео, под командованием опытного офицера Хасинто де Ромарате; испанская эскадра состояла из 7 небольших судов. В этом бою сказалась слабая военная подготовка аргентинцев.
10-15 марта 1814 года у острова Мартин-Гарсия произошла битва между морскими силами сторонников короля Испании под командованием Хасинто де Ромарате и флотом Буэнос-Айреса под командованием адмирала Уильяма Брауна, в которой де Ромарате был окончательно побеждён. После высадки сил Брауна на остров роялисты его покинули и остров перешёл под контроль Объединенных Провинций Рио-де-ла-Плата.
После капитуляции Монтевидео, он вернулся в Испанию и принимал участие в Пиренейских войнах.
Во время Испанской революции (1820—1823) занямал пост министра военно-морского флота. Был вынужден уйти в отставку после реставрации абсолютистского режима.
Во время Первой карлистской войны защищал право на трон Изабеллы II.